# Notre Dame (стихотворение)
«Notre Dame» — стихотворение О. Мандельштама, написанное в 1912 году и входящее в первый сборник стихотворений «Камень», опубликованное в 1916 г.
Стихотворение было опубликовано в начале 1913 г. в приложении к декларации нового литературного направления — акмеизма, во главе которого были Н. С. Гумилев, А. А. Ахматова, С. М. Городецкий. Акмеизм противопоставлял себя символизму. Акмеисты объявляли: поэзия должна писать о нашем земном мире, а не о иных мирах; этот мир прекрасен и полон хороших вещей.
В центре стихотворения, как и сборника в целом — образ камня, символизирующий принятие реального бытия.

## Анализ стихотворения
Notre Dame de Paris — католический собор в Париже, заложенный в 1163 году — величайшее сооружение ранней готики, одно из первых зданий, в архитектурном решении которого была воплощена идея крестового свода. Собор находится на острове Сите, где ранее находилась колония, основанная Римом.
1 строфа стихотворения — взгляд изнутри под крестовый свод, 2 строфа — взгляд снаружи, 3 строфа — опять изнутри, 4 строфа — опять изучающий взгляд снаружи. 1 строфа смотрит в прошлое («Где римский судия судил чужой народ»), 2,3 строфы — в настоящее, 4 — в будущее.
В центре стихотворения (как и сборника)- образ камня, символизирующего принятие реальности. Собор представляет собой камень, ставший вместилищем мудрости.
Готический стиль — система противоборствующих сил, поэтому стиль стихотворения — система контрастов и антитез. Например в третьей строфе: «Души готической рассудочная пропасть». Пропасть — нечто иррациональное, однако у Мандельштама пропасть оказывается рационально построенной человеческим рассудком. Стихийный лабиринт и непостижимый лес — противопоставления. Лабиринт — что-то горизонтальное, лес — вертикальное — контраст. Также источником сравнения собора и леса послужил роман Гюисманса. Лабиринт выложен на полу нескольких готических соборов, что символизирует «путь в Иерусалим». Лес является напоминанием о популярном во времена символизма сонете Бодлера «Соответствия». Природа — храм, в котором человек проходит сквозь лес символов, где смешиваются краски, звуки, цвета, запахи и увлекают душу в беспредельность. У символистов природа — нерукотворный храм, у акмеистов же  рукотворный храм становится природой.
Египетская мощь и христианства робость — тоже являются антитезой: христианская вера и язычество Египтян.
«С тростинкой рядом дуб» — в подтексте этого образа — басни Лафонтена и Крылова: «…в бурю дуб гибнет, а тростинка гнется, но выживает…». Строки Тютчева: «…и ропщет мыслящий Тростник…».
Также можно отметить и ещё одну интересную особенность данного стихотворения. Эта особенность касается рифмы последней строфы, где к словам "Notre Dame" и "создам" подходит по рифме ещё одно, символичное (как бы глупо это не звучало) слово. Речь идет о фамилии автора стихотворения — О.Мандельштам.
Как уже было отмечено, акмеисты противопоставляли себя символистам. У символистов — поэзия тонких намеков, у акмеистов — поэзия точных слов. Поэт, как Адам в раю, должен дать имена всем вещам. (Поэтому Адам упомянут в первой строфе). Notre Dame — стихотворение о храме, но не религиозное стихотворение. Автор смотрит на храм не глазами верующего человека, а глазами строителя и архитектора, которому неважно для какого бога он строит, а важно, чтобы постройка простояла прочно и долго. Собор Парижской богоматери — наследник трех культур: гальской, римской, христианской. Оттого и важная черта мировоззрения автора. Не культура — часть религии, а религия — часть культуры.
К этому ощущению, свойственному всем акмеистам, О.Мандельштам добавляет и свою точку зрения. В статье «Утро акмеизма» он пишет: «Любовь к организму и организации акмеисты разделяют с физиологически гениальным Средневековьем» — и дальше произносит панегирик готическому собору именно как совершенному организму.